# Sigismund Reichenbach
Sigismund Reichenbach (latinisiert Sigismundus Reichenbach) studierte im 16. Jahrhundert an der Universität Wittenberg. Als Hörer Martin Luthers verfasste er die Mitschrift der Römerbriefvorlesung, die heute in der Anhaltischen Landesbücherei in Dessau aufbewahrt wird und zum Weltdokumentenerbe in Deutschland gehört.

## Leben

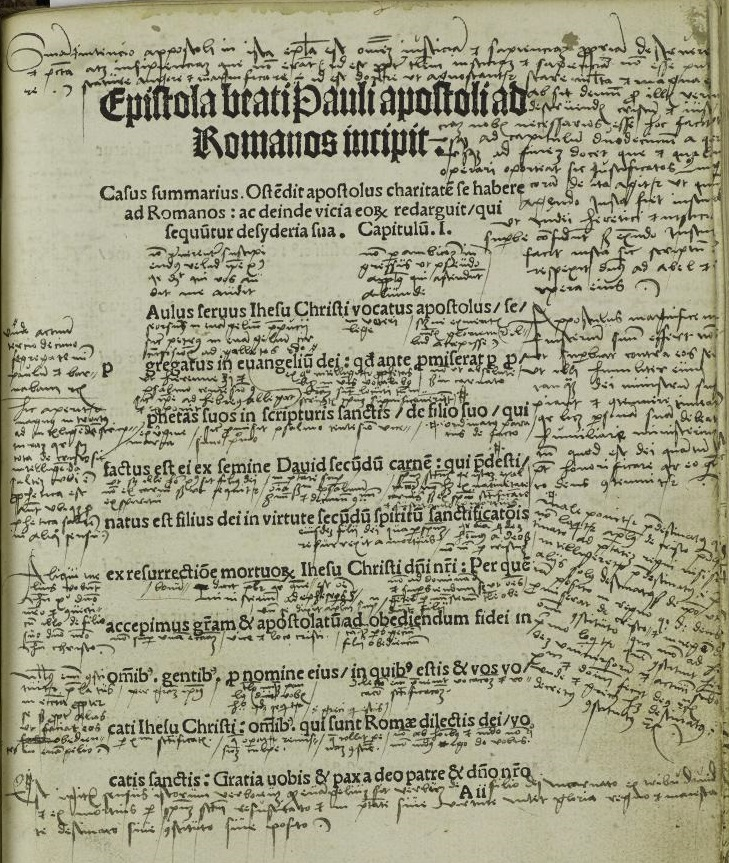
Erste Seite des Druckexemplars des Römerbriefs mit großen Zeilenabständen für Martin Luthers Römerbrief-Vorlesung 1515; handschriftliche Notizen von Sigismund Reichenbach (Anhaltische Landesbücherei Dessau, Signatur Georg 1049a; UNESCO-Weltdokumentenerbe)

Reichenbachs Geburts- und Sterbejahr sind nicht bekannt. „Johannes Ficker hat ihn … etwas unscharf näher vorgestellt, er sei ein »mitteldeutscher Landsmann Luthers«, aus Löbnitz, etwa 30 km nordöstlich von Leipzig stammend.“
Reichenbach immatrikulierte sich am 23. Februar 1514 in Wittenberg. Am 12. Oktober des gleichen Jahres wurde er zum Baccalaureus promoviert. Nachdem er 1515 bis 1516 Martin Luthers Römerbrief-Vorlesung besuchte, war er im Wintersemester 1517/18 in Andreas Bodensteins Augustinus-Vorlesung – allerdings unregelmäßig und nur am Anfang. Im gleichen Semester besuchte er ein Kolleg des Johannes Aesticampianus über ausgewählte Hieronymusbriefe.
Da er ein 1521 gedrucktes Buch (Nr. 1) besaß und darin Lesespuren hinterließ, hat Sigismund Reichenbach Anfang der 1520er Jahre offenbar noch gelebt.

## Der Dessauer Sammelband
In einem Sammelband im Quartformat mit der Signatur Georg 1049 A sind sieben Textcorpora aus der Studentenzeit des Sigismundus Reichenbach überliefert. Alle Druckwerke zeigen Lesespuren, von besonderem Interesse sind Reichenbachs handschriftliche Aufzeichnungen. Alle Bücher enthalten lateinische Fassungen der betreffenden antiken Texte. Die Nr. 3–5 sind speziell für den Gebrauch der Studenten in Vorlesungen eingerichtet (vgl. Wolfenbütteler Psalter).
1. Martin Luther: Perikopenauslegungen. Basel 1521 (L 4544 im VD 16.)
2. Hieronymus: Briefe an Paulinus über die historischen Bücher der Bibel. Wittenberg 1517 (H 3543 im VD 16.)
3. Hieronymus: Zehn Briefe, die Unterrichtung über das menschliche Leben betreffend; ein Brief an einen Mönch über das monastische Leben; Brief an Rufinus über die Ehelosigkeit. Wittenberg 1517 (H 3562 im VD 16.)
4. Augustinus: De spiritu et littera. Wittenberg 1519 (A 4237 im VD 16.)
5. Paulus: Römerbrief. Wittenberg 1515 (B 5019 im VD 16.)
6. Handschriftliche Scholien aus Luthers Römerbrief-Vorlesung (1515–1516) sowie Luthers Hebräerbrief-Vorlesung (1517–1518)
7. Bernhard von Clairvaux: Predigten. Leipzig 1516 (B 1938 im VD 16.)

## Reichenbachs Vorlesungsmitschriften
Reichenbach hatte eine sehr kleine, aber regelmäßige und saubere Handschrift. Er trug in seine Druckausgabe des Römerbriefs (Nr. 5) sowohl zwischen den Zeilen als auch am Rand Erläuterungen (Glossen) ein. Außerdem betitelte er ein Heft (Nr. 6) Continuationes Ad Textum pauli und füllte es mit 32 zweispaltig beschriebenen Seiten.
Schwierig zu beantworten ist die Frage, wie Sigismundus Reichenbach seine studentischen Mitschriften genau angefertigt hat. Johannes Ficker meinte einige Passagen bestimmen zu können, die Reichenbach unmittelbar nach Luthers Diktat im Hörsaal aufgeschrieben hätte. Aber Reichenbach teilt sich den Raum, den er im gedruckten Römerbrief für seine Notizen hat, so geschickt ein, dass man nicht den Eindruck eiliger Mitschrift, sondern überlegter Nacharbeit der Vorlesung erhält. Außerdem wechselt die benutzte Tinte, was man nur dadurch erklären kann, dass Reichenbach seine Notizen über einen gewissen Zeitraum ergänzt haben muss.
Wenn ihm der Seitenrand für seine Notizen nicht ausreichte, legte er handschriftliche Blätter in sein gedrucktes Arbeitsexemplar ein. Manchmal macht er am Seitenrand nur eine Notiz, dass er dazu ein Extrablatt angelegt hatte.
Da Luthers eigenes Manuskript, das ihm zur Vorbereitung seiner Vorlesung diente, gegenwärtig nicht zugänglich ist, sondern nur der von Ficker 1909 veröffentlichte Lichtdruck genutzt werden kann, kommt Reichenbachs Mitschriften eine hervorragende Bedeutung für die Lutherforschung zu. Die Grundfrage ist dabei, ob Reichenbach genau das schrieb, was Luther in der Vorlesung sagte. Es scheint so zu sein, dass Luther sich nicht eng an seine vorbereiteten Texte hielt, sondern den Studenten nur einen Teil davon vortrug.

## Zitat
Einziger persönlicher Kommentar Reichenbachs, mit dem er das Titelblatt des Römerbriefs versehen hat:

„Attendite O yr mestschweyn!“

„Paßt auf, ihr Mastschweine!“